# Citroën Spacetourer
Les Citroën SpaceTourer, Peugeot Traveller, Opel Zafira Life, Fiat Ulysse III et Toyota ProAce Verso II sont des monospaces produits par PSA-Toyota à partir de 2016, Opel et Vauxhall à partir de 2020 puis Fiat à partir de 2022. En véhicules utilitaires, ils se nomment respectivement Citroën Jumpy/Dispatch III, Peugeot Expert III, Opel/Vauxhall Vivaro C, Fiat Scudo III et Toyota ProAce II, comme leurs prédécesseurs.

## Historique

### Genèse
En août 2012, le groupe PSA annonce un projet de véhicule utilitaire léger (VUL). Dénommé K-Zéro, il est destiné à remplacer les Citroën Jumpy-Dispatch II, Peugeot Expert II et Toyota ProAce, la marque japonaise remplaçant à partir de 2016 Fiat comme partenaire de PSA dans le partage des coûts de conception et de production.
À ce stade, Citroën et Peugeot avaient déjà chacun présenté le fruit de leurs réflexions dans le domaine des utilitaires.

#### Citroën Tubik

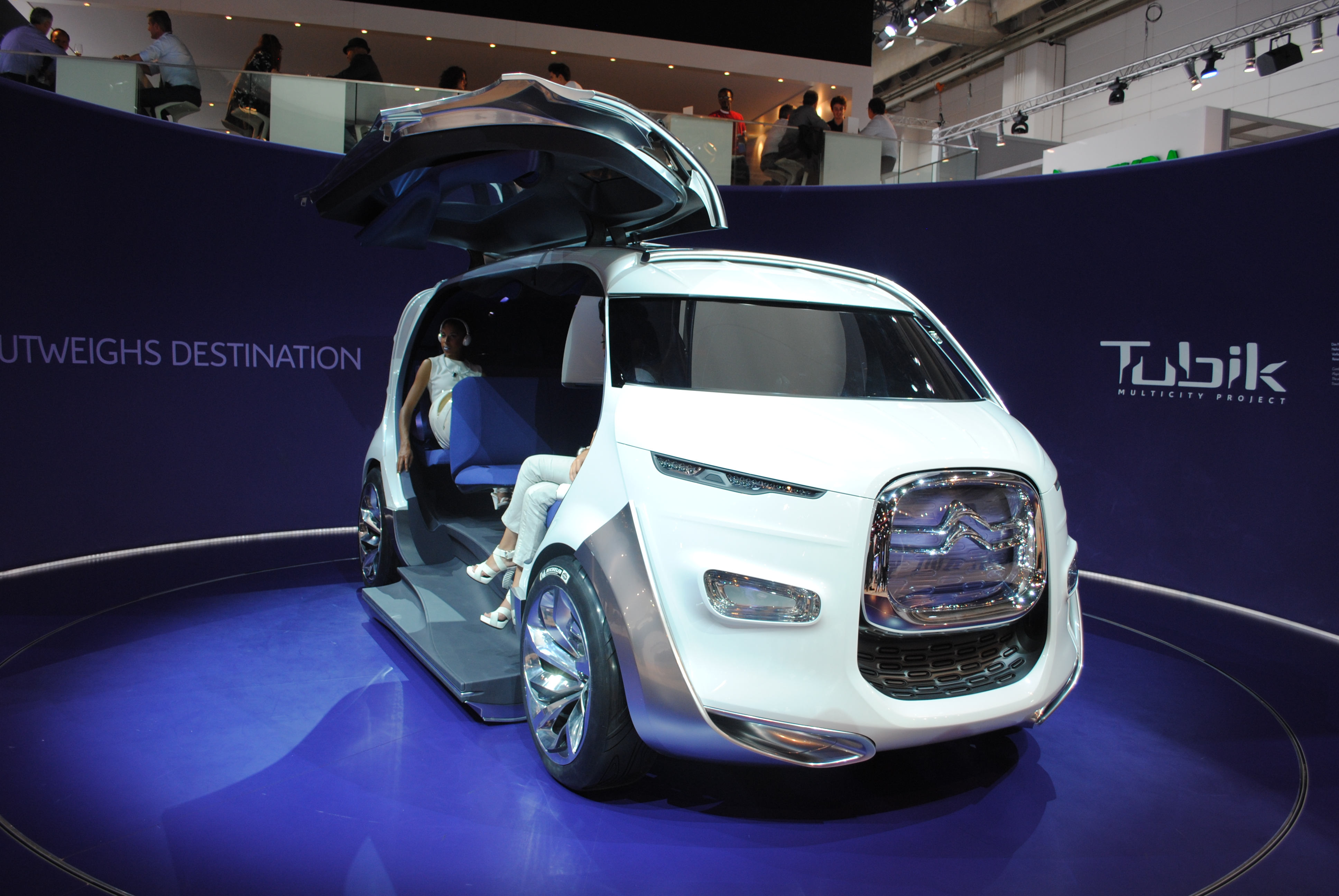
Citroën Tubik au Salon de Francfort 2011

En 2011, Citroën présente le concept-car Tubik au Salon de l'automobile de Francfort. Peu d'éléments de ce véhicule seront repris dans le SpaceTourer de série.

#### Peugeot FoodTruck Concept
Peugeot présente à son tour sa vision lors de la Design week de Milan 2015, avec le show car FoodTruck. Comme son nom l'indique, il s'agit d'un prototype de camion-restaurant, qui s'avèrera réellement fonctionnel durant toute la manifestation. Côté design, la face avant porte la nouvelle identité de la marque : le lion Peugeot au centre d'une calandre à bord chromé, et un insert séparant les optiques avant, comme une pupille de félin. On retrouvera un avant similaire sur le Peugeot Traveller de série.

### Phase 1 (2016 - 2023)
Les véhicules sont dévoilés le 1er décembre 2015, sous les noms Citroën SpaceTourer, Peugeot Traveller et Toyota ProAce II. De format plus réduit que les Citroën Jumper-Relay et Peugeot Boxer-Manager, ils proposent des versions utilitaires « Navette » pour des usages professionnels (transport de marchandises), mais aussi des alternatives « Combi » prévues pour transporter 5 à 9 voyageurs. Leur production est annoncée pour démarrer en 2016 à l'usine de SEVEL Nord, en vue d'une commercialisation dès le premier trimestre,. L'usine a pour l'occasion bénéficié de modernisations, notamment dans la logistique, et par l'introduction du « full kitting ».
Les versions utilitaires des deux français conservent leurs noms de Citroën Jumpy/Dispatch et Peugeot Expert. Les trois modèles sont proposés en trois longueurs (L1/L2/L3) et dans une hauteur unique H1.
Les Citroën SpaceTourer, Peugeot Traveller et Toyota ProAce II sont présentés officiellement au Salon international de l'automobile de Genève 2016 le 3 mars 2016, et leurs versions utilitaires le 30 mars 2016.
Des variantes commerciales ont été lancées en mars 2016, sous les noms de Citroën Jumpy/Dispatch, Peugeot Expert et Toyota ProAce.
Le trio a décroché 5 étoiles aux crash-tests de l'Euro NCAP.
Le 7 décembre, l'Argus décerne à l'Expert, version utilitaire du modèle Peugeot, le titre d'utilitaire de l'année 2017, lors d'une cérémonie menée au palais de Tokyo, l'un des trois édifices permanents de l'exposition internationale de 1937 à Paris.
Dès 2017, l'entreprise uruguayenne Nordex S.A. commence à assembler pour PSA des Jumpy et Expert en CKD afin d'alimenter le marché sud-américain.
Fin 2018, le groupe PSA annonce les remplaçants des Opel/Vauxhall Vivaro B. Ils abandonnent ainsi la base du Renault Trafic pour celle des Citroën Jumpy/Dispatch et Peugeot Expert[pas clair].
Le 11 janvier 2019, Opel présente le nouveau Zafira Life, qui n'est plus un monospace mais un dérivé familial du Vivaro C présenté après. Il s'agit du cousin des Citroën SpaceTourer, Peugeot Traveller et Toyota ProAce. Sa commercialisation s'effectue en septembre 2019. Le 23 janvier, c'est au tour de la variante utilitaire le Vivaro C d'être présenté.
En septembre 2021, le groupe Stellantis annonce le remplaçant du Fiat Talento II. Il abandonne ainsi la base du Renault Trafic pour celle des Citroën Jumpy/Dispatch et Peugeot Expert.
À partir de février 2022, Stellantis commence à exporter vers l'Europe de l'Ouest une partie de la production de l'usine russe de Kalouga, où sont fabriqués les modèles Citroën, Peugeot et Opel. La version Fiat doit alors suivre dans les mois à venir.
En mars 2022, Stellantis annonce cesser d'exporter ses véhicules depuis la Russie à la suite de l'invasion de l'Ukraine par Moscou, mettant fin au programme d'exportation depuis Kalouga, qui venait tout juste d'entrer en action.
En juillet 2022, le Fiat Scudo commence également à être assemblé en CKD en Uruguay par Nordex SA, aux côtés du Jumpy et de l'Expert.

#### Électrification des modèles (à partir de 2020)
Le 12 juin 2020, Citroën présente le ë-SpaceTourer, version 100 % électrique de son utilitaire. Arrivent par la suite le Citroën ë-Jumpy et ë-Dispatch, les Peugeot e-Traveller et e-Expert, les Opel Zafira-e Life et Vivaro-e, les Vauxhall Vivaro-e Life et Vivaro-e et enfin les Toyota ProAce Verso Electric et ProAce Electric.
Le 18 mai 2021, Opel présente le Vivaro-e Hydrogen. Cette nouvelle version avance une charge utile de 1100kg (contre 1 200 kg pour la version électrique et 1 400 kg pour la version thermique). Le Vivaro-e Hydrogen combine une pile à combustible de 45 kW avec une batterie lithium-ion de 10,5 kW. Les bonbonnes d'hydrogène sont fournies par Symbio, une co-entreprise entre Michelin et Faurecia. Peugeot présente quelques jours plus tard son e-Expert Hydrogen et Citroën son ë-Jumpy Hydrogen,. Ces utilitaires sont fabriqués à l'usine de Valenciennes puis convertis à l'hydrogène à l'ancienne usine Opel de Rüsselheim.
Le 27 octobre 2021, Fiat présente ses troisièmes générations d'Ulysse et Scudo qui marquent le retour aux sources de ces anciennes appellations déjà utilisées dans le passé. L'électrique e-Scudo est présenté en décembre 2021. Le Scudo III est commercialisé en janvier 2022.
En janvier 2022, Stellantis arrête la commercialisation des versions thermiques de ses vans destinés au transport de passagers en Europe (sauf en Suisse et dans les Balkans). Cette décision est motivée par une volonté de faire baisser les émissions de CO2 moyennes des véhicules commercialisés par le groupe en Europe dans le cadre de la réglementation CAFE (Corporate Average Fuel Economy) mise en place par l'Union européenne. Elle est également influencée par d'autres facteurs législatifs, tels que le malus écologique, chaque année plus sévère, ainsi que l'entrée en vigueur du malus au poids en France. Ainsi, les SpaceTourer, Traveller et Zafira Life ne sont plus proposés qu'en version électrique et hydrogène. Les versions utilitaires ne sont pas concernées par ce changement, ni les modèles badgés Toyota, le constructeur japonais étant en ligne avec les objectifs de la réglementation CAFE.
Le 2 mars 2022, Fiat présente à son tour l'e-Ulysse, dérivé 100 % électrique de son van destiné au transport de personnes. Il est proposé en longueur moyenne et longue, cette dernière est dénommée e-Ulysse Living.
En octobre 2023, Fiat arrête la commercialisation de l'E-Ulysse en France, après une centaine d'immatriculations depuis son lancement. Le modèle reste toutefois commercialisé dans les autres pays.

### Phase 2 (à partir de 2023)
Le 23 octobre 2023, le groupe Stellantis et Toyota présentent la mise à jour de 2024 avec un style différent en fonction des marques.
En 2024, Citroën lance une variante du Spacetourer, nommée Citroën Holidays. Ce van aménagé par l'entreprise Bravia est conçu pour accueillir jusqu'à 4 personnes pour une nuit, avec une conception intérieure spécifique (de série : cuisine, réserve d'eau, réfrigérateur ; en option : douchette extérieure, chauffage supplémentaire, cuisine amovible, ...) et un toit relevable. 

## Motorisations
Le tableau suivant regroupe les données des motorisations toutes versions confondues.
|                                  | 1.5 BlueHDi/D-4D/CDTi/MultiJet | 1.5 BlueHDi/D-4D/CDTi/MultiJet | 1.6 BlueHDi/D-4D/CDTi     | 1.6 BlueHDi/D-4D/CDTi     | 1.6 BlueHDi/D-4D/CDTi     | 1.6 BlueHDi/D-4D/CDTi     | 2.0 BlueHDi/D-4D/CDTi/MultiJet | 2.0 BlueHDi/D-4D/CDTi/MultiJet | 2.0 BlueHDi/D-4D/CDTi/MultiJet | 2.0 BlueHDi/D-4D/CDTi/MultiJet | 2.0 BlueHDi/D-4D/CDTi/MultiJet | 2.0 BlueHDi/D-4D/CDTi/MultiJet | Électrique  | Hydrogène |
| -------------------------------- | ------------------------------ | ------------------------------ | ------------------------- | ------------------------- | ------------------------- | ------------------------- | ------------------------------ | ------------------------------ | ------------------------------ | ------------------------------ | ------------------------------ | ------------------------------ | ----------- | --------- |
| Architecture                     | 4-cylindres (type DV/DLD)      | 4-cylindres (type DV/DLD)      | 4-cylindres (type DV/DLD) | 4-cylindres (type DV/DLD) | 4-cylindres (type DV/DLD) | 4-cylindres (type DV/DLD) | 4-cylindres (type DW)          | 4-cylindres (type DW)          | 4-cylindres (type DW)          | 4-cylindres (type DW)          | 4-cylindres (type DW)          | 4-cylindres (type DW)          |             |           |
| Cylindrée (cm3)                  | 1499                           | 1499                           | 1560                      | 1560                      | 1560                      | 1560                      | 1997                           | 1997                           | 1997                           | 1997                           | 1997                           | 1997                           |             |           |
| Puissance maximale (ch)          | 100                            | 120                            | 95                        | 95                        | 115                       | 120                       | 122                            | 122                            | 140                            | 150                            | 178                            | 178                            | 136         | 136       |
| au régime de (tr/min)            | 3500                           | 3500                           | 3750                      | 3750                      | 3600                      | 3500                      | 3750                           | 3750                           | 3750                           | 3750                           | 3750                           | 3750                           |             |           |
| Couple maximal (N m)             | 270                            | 300                            | 210                       | 240                       | 270                       | 300                       | 340                            | 340                            | 340                            | 370                            | 400                            | 400                            | 260         | 260       |
| au régime de (tr/min)            | 1600                           | 1750                           | 1750                      | 1750                      | 1750                      | 1750                      | 2000                           | 2000                           | 2000                           |                                |                                |                                |             |           |
| Boîte de vitesses                | BVM6                           | BVM6                           | BVM5                      | ETG6                      | BVM6                      | BVM6                      | BVM6                           | EAT8                           | BVM6                           | BVM6                           | EAT6                           | EAT8                           | N/A         | N/A       |
| Vitesse maximale (km/h)          | 157                            | 172                            | 145                       | 158                       | 160                       | 160                       | 170 à 185                      | 170 à 185                      | 180                            | 170 à 183                      | 170 à 183                      | 185                            | 130         | ?         |
| 0-100 km/h (s)                   | 13,5                           | 12                             | 15,9 à 15,5               | 17,3                      | 13,4 à 12,9               | 12,9                      | 13,3 à 12,5                    | 13,3                           | 10,6                           | 11 à 10,3                      | 10,1 à 10                      | 8,8                            | 11,9 à 10,8 |           |
| Consommation mixte (en L/100 km) | 5,2                            | 4,8                            | 5,5 à 5,6                 | 5,2 à 5,4                 | 5,1 à 5,2                 | 5,2                       | 5,3                            | 7,1 à 7,2 (WLTP)               | 7 (WLTP)                       | 5,3                            | 5,7 à 5,9                      | 7,2 à 7,3 (WLTP)               |             | ?         |
| Émissions de CO2 (en g/km)       | 137                            | 128                            | 144 à 148                 | 135 à 139                 | 133 à 137                 | 137                       | 139                            | 180 à 188 (WLTP)               | 184 (WLTP)                     | 139                            | 151 à 155                      | 188 à (WLTP)                   | 0           | 0         |

## Finitions

### Citroën

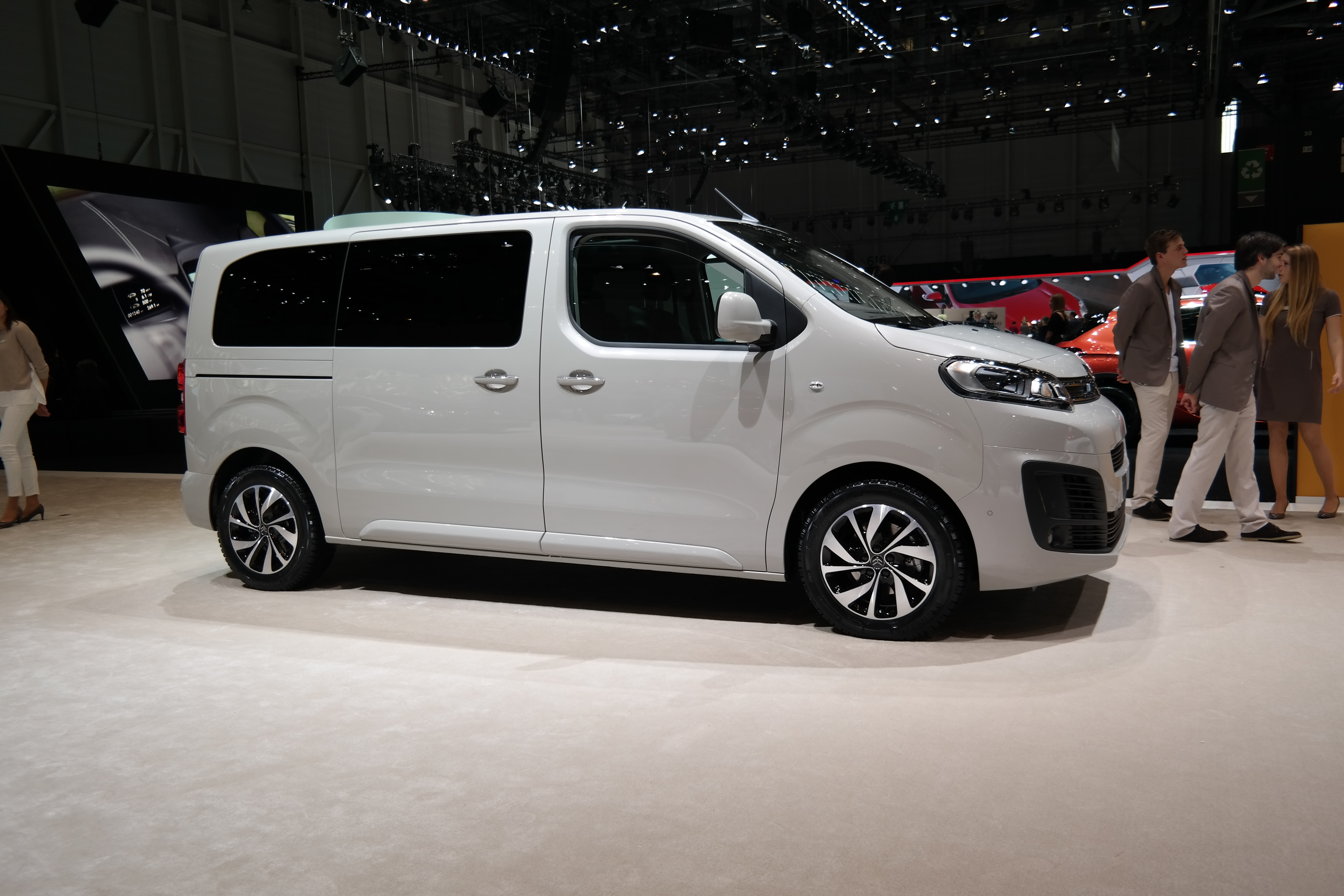
Citroën SpaceTourer phase 1

#### SpaceTourer
- Feel
- Shine
- Business
- Business Lounge
- Rip Curl (série spéciale)

#### Jumpy

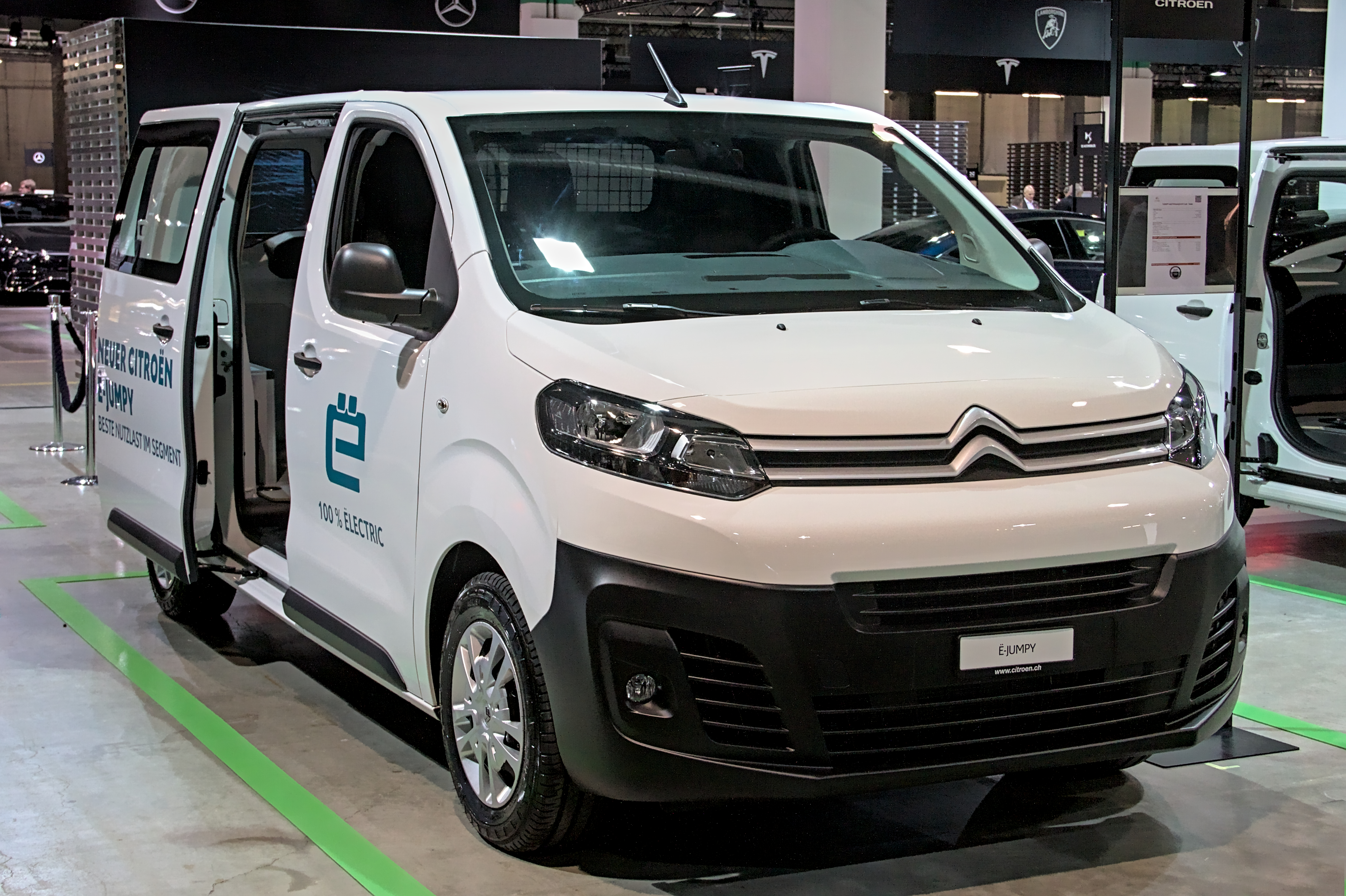
Citroën ë-Jumpy phase 1

- Confort
- Club
- Business

### Peugeot

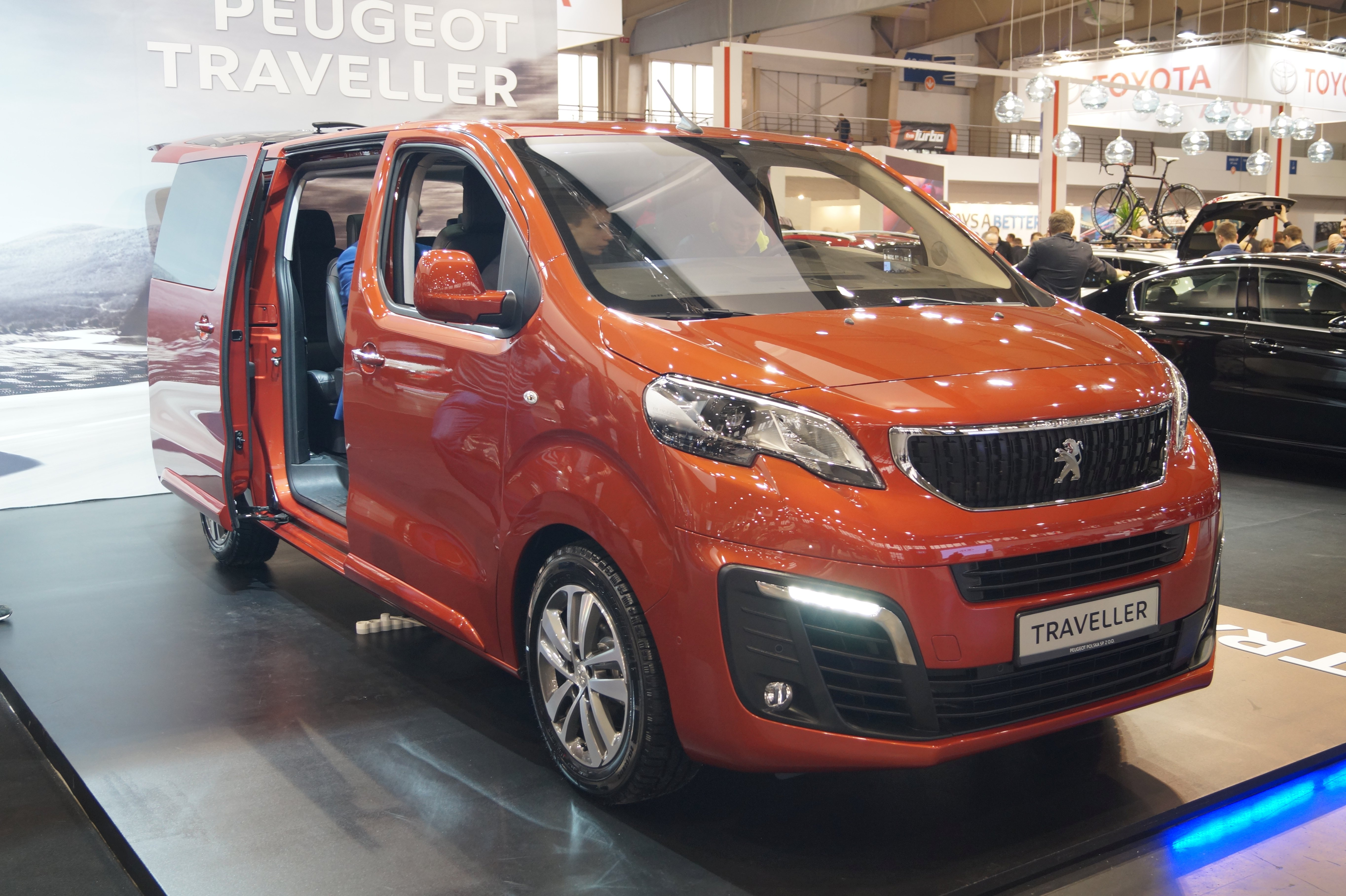
Peugeot Traveller phase 1

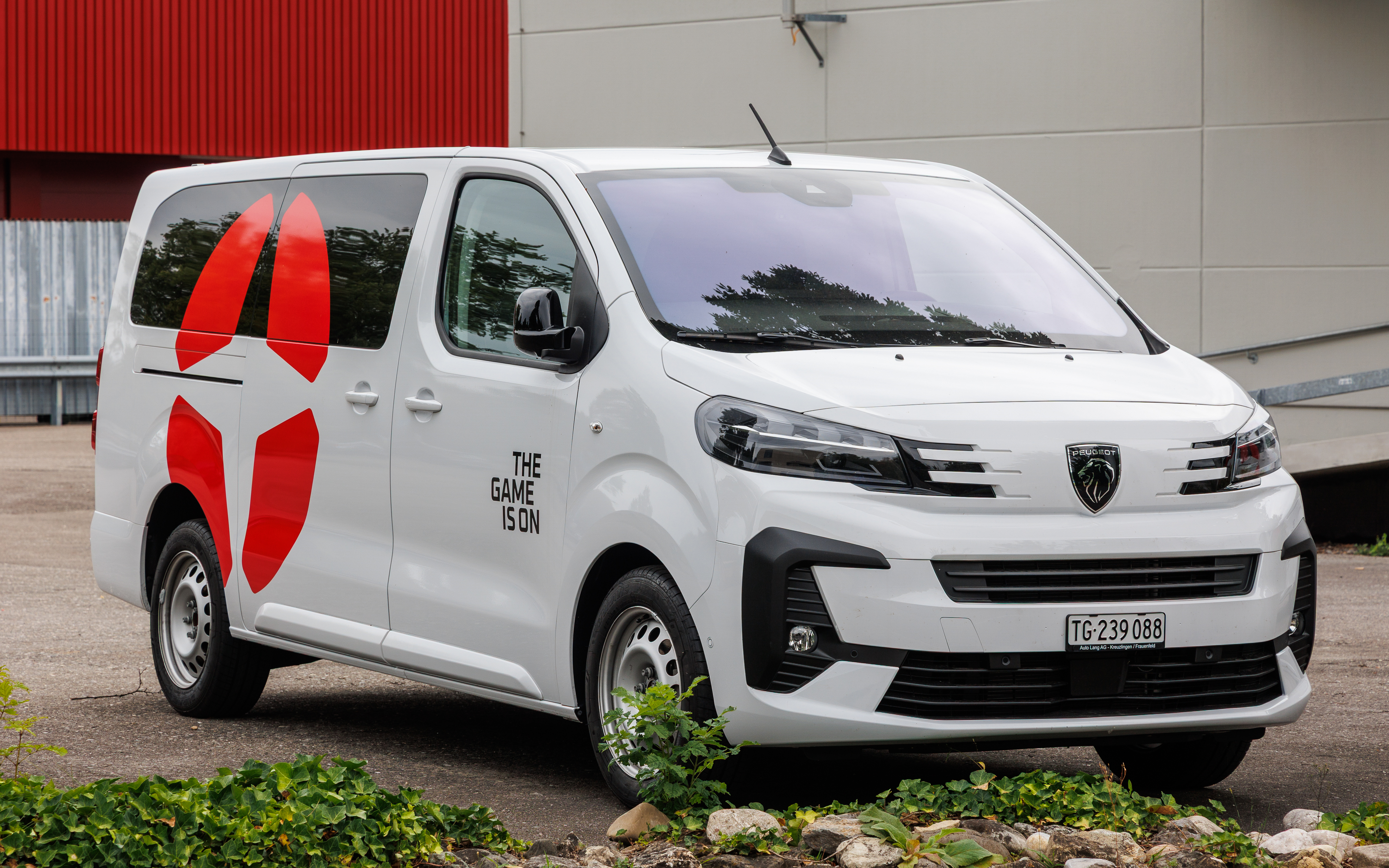
Peugeot Traveller Phase 2

#### Traveller
- Traveller
- Traveller Business

#### Expert
- Pro
- Premium
- Premium Pro

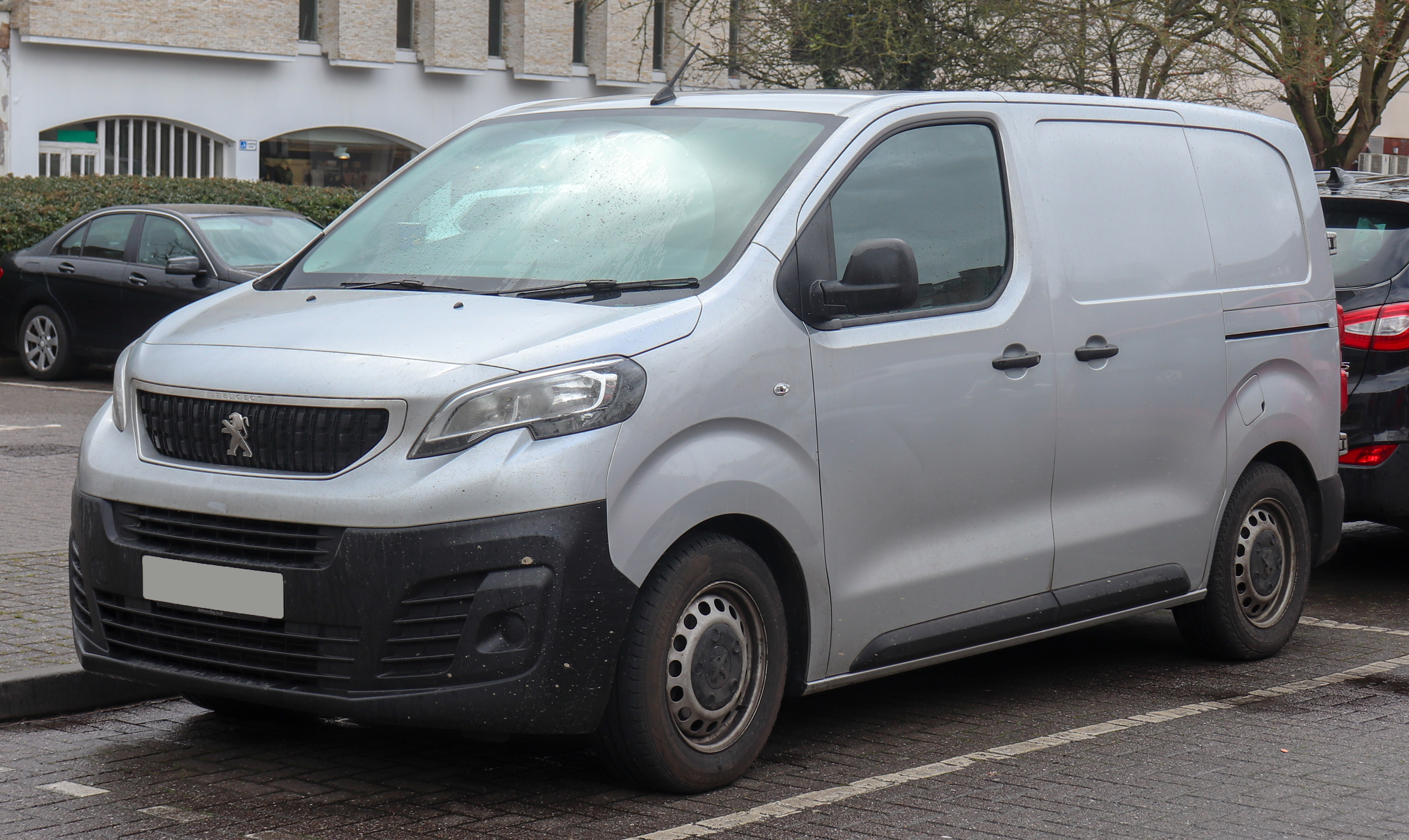
Peugeot Expert III phase 1
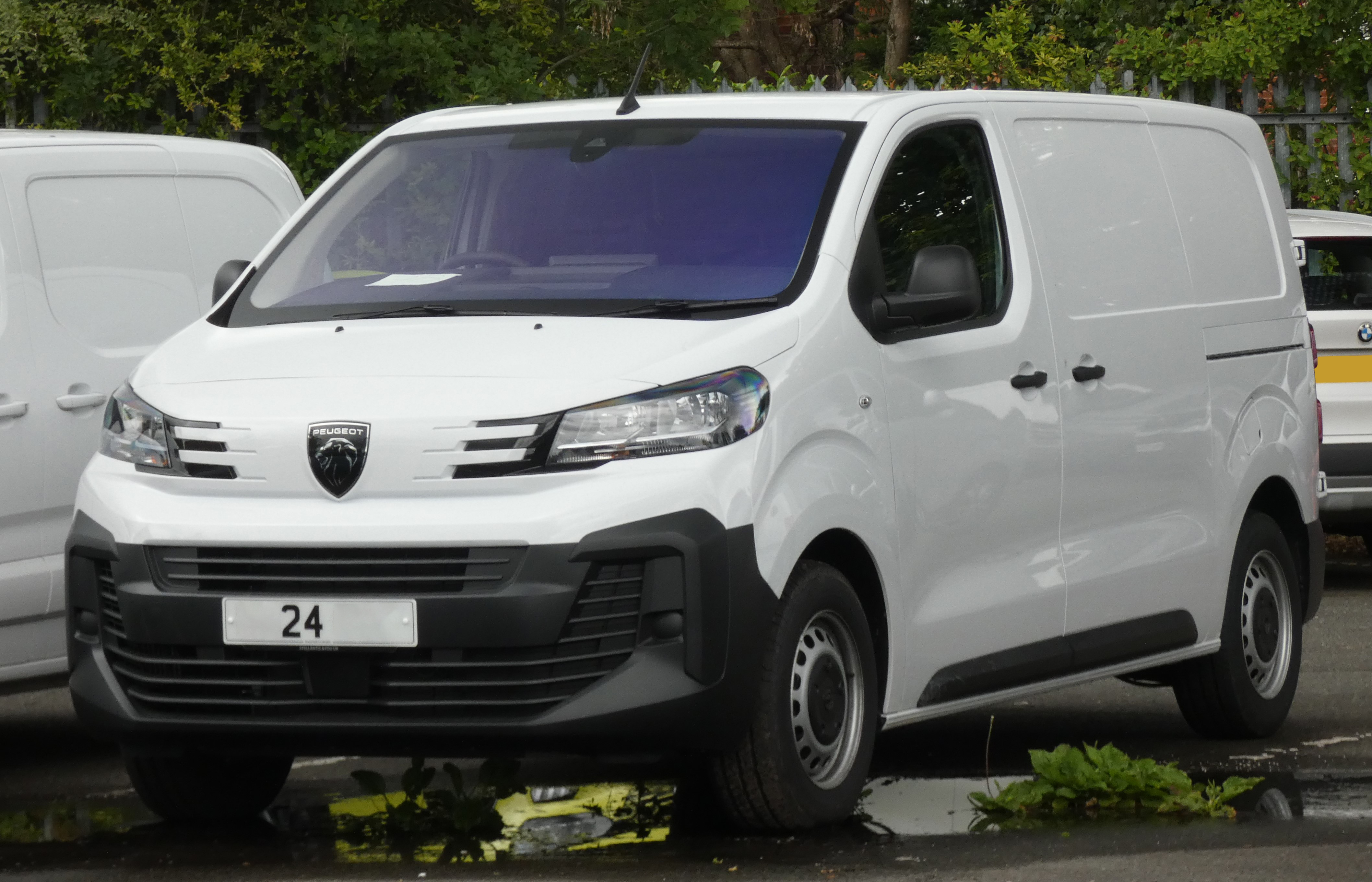
Peugeot Expert III phase 2

### Toyota

#### ProAce Verso
Finitions disponibles en France :[Quand ?]
- Dynamic
- Executive
- Lounge

#### ProAce
Finitions disponibles en France :[Quand ?]
- Active
- Dynamic
- Business

Dès juillet 2022, seule la finition Business reste au catalogue.

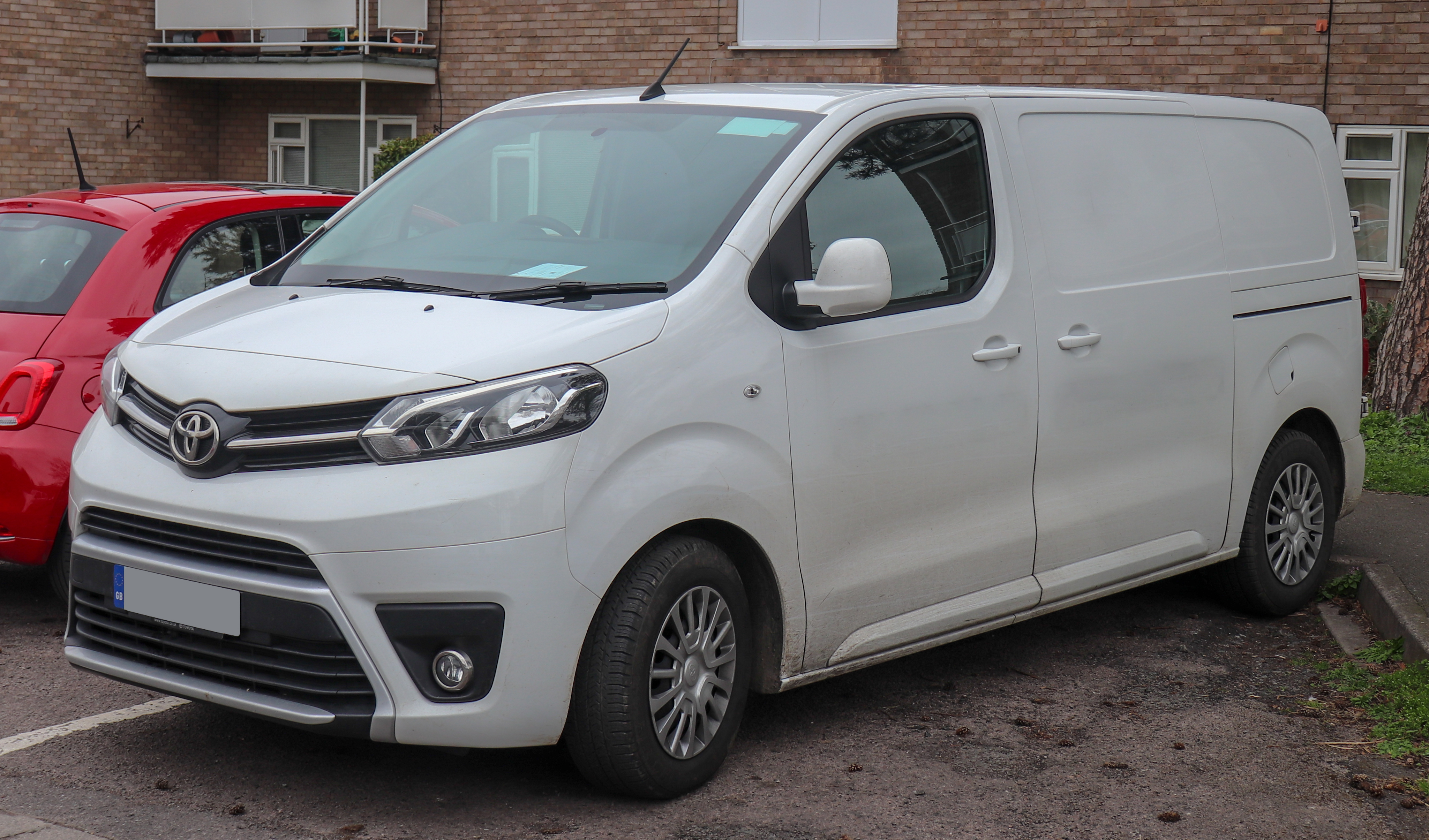
Toyota ProAce II phase 1
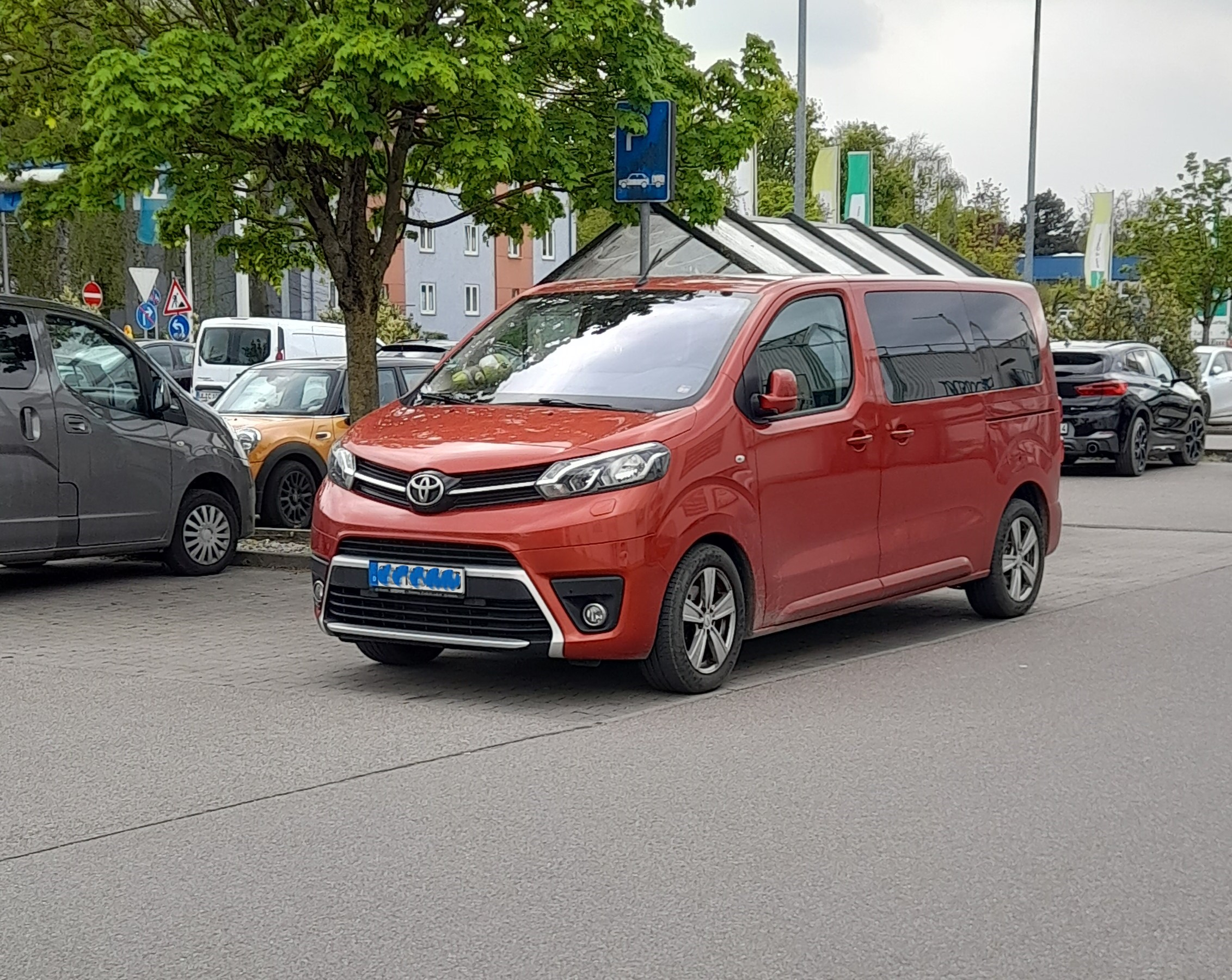
Toyota ProAce II Verso phase 1
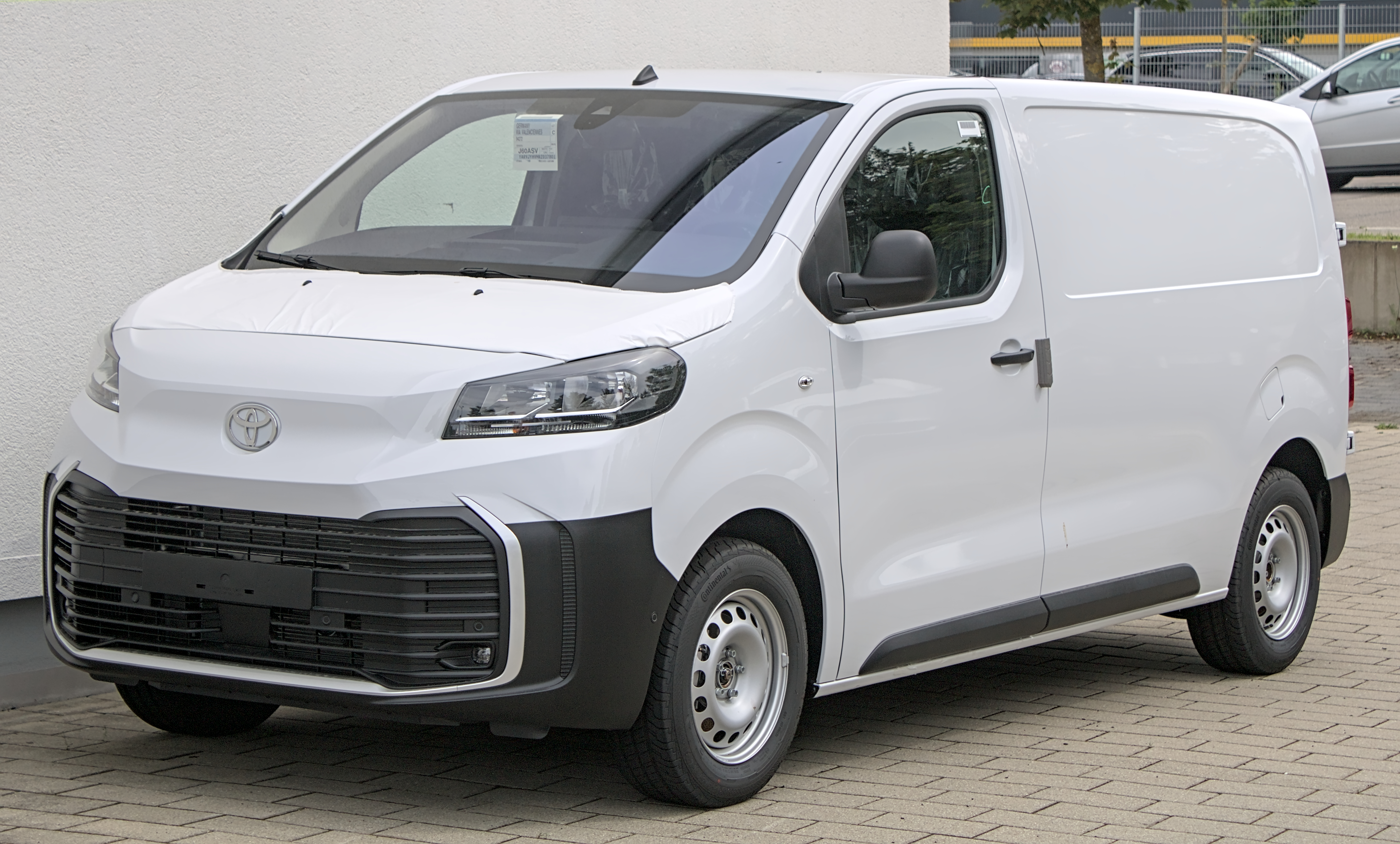
Toyota ProAce II phase 2

### Opel / Vauxhall

#### Vivaro
En novembre 2019, Opel dévoile la version électrique de ses Vivaro et Zafira Life. Il est proposé avec deux batteries différentes : 50 et 75 kWh.

Opel annonce une autonomie oscillant entre 200 et 300 kilomètres.

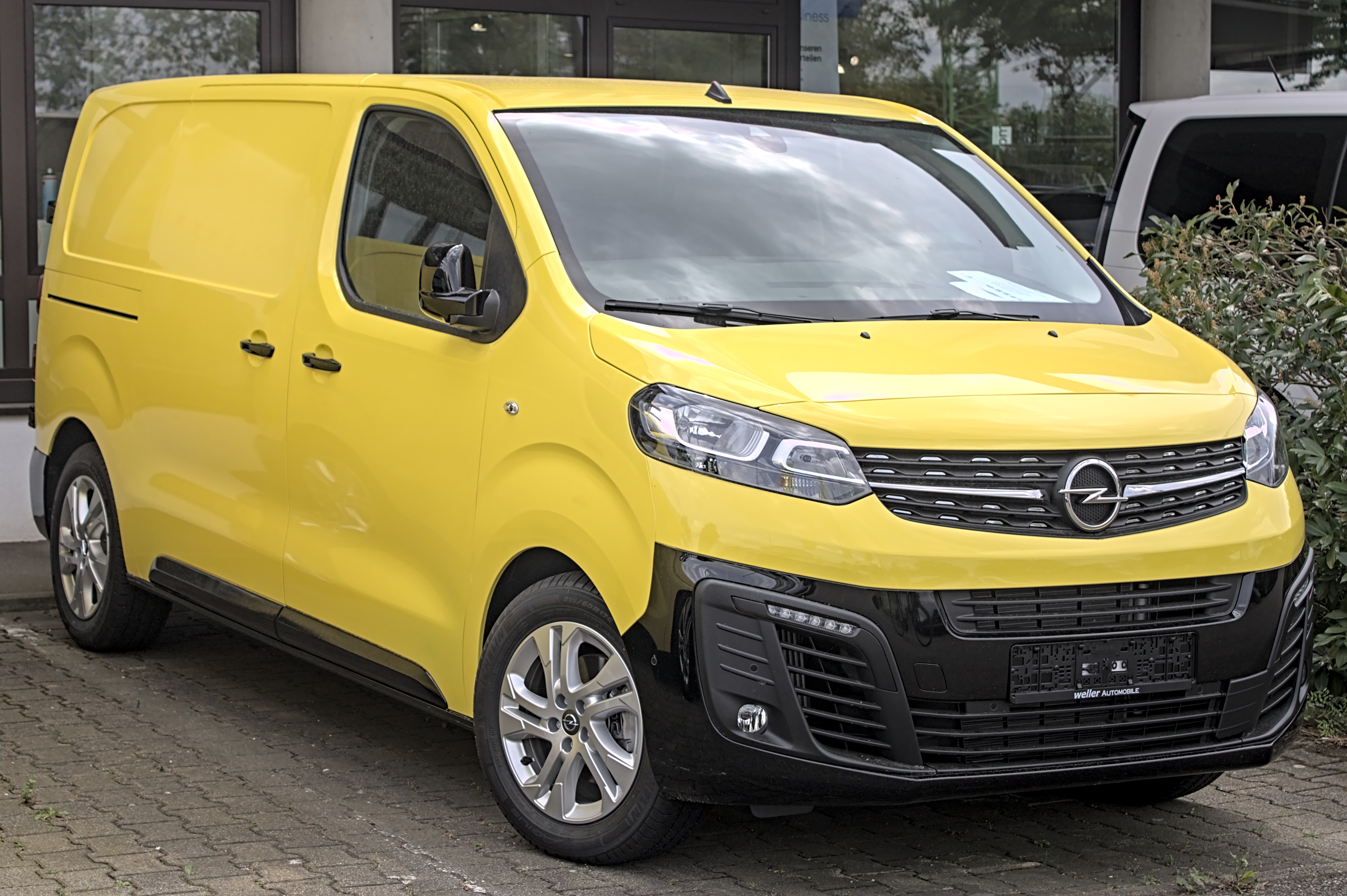
Opel Vivaro C phase 1
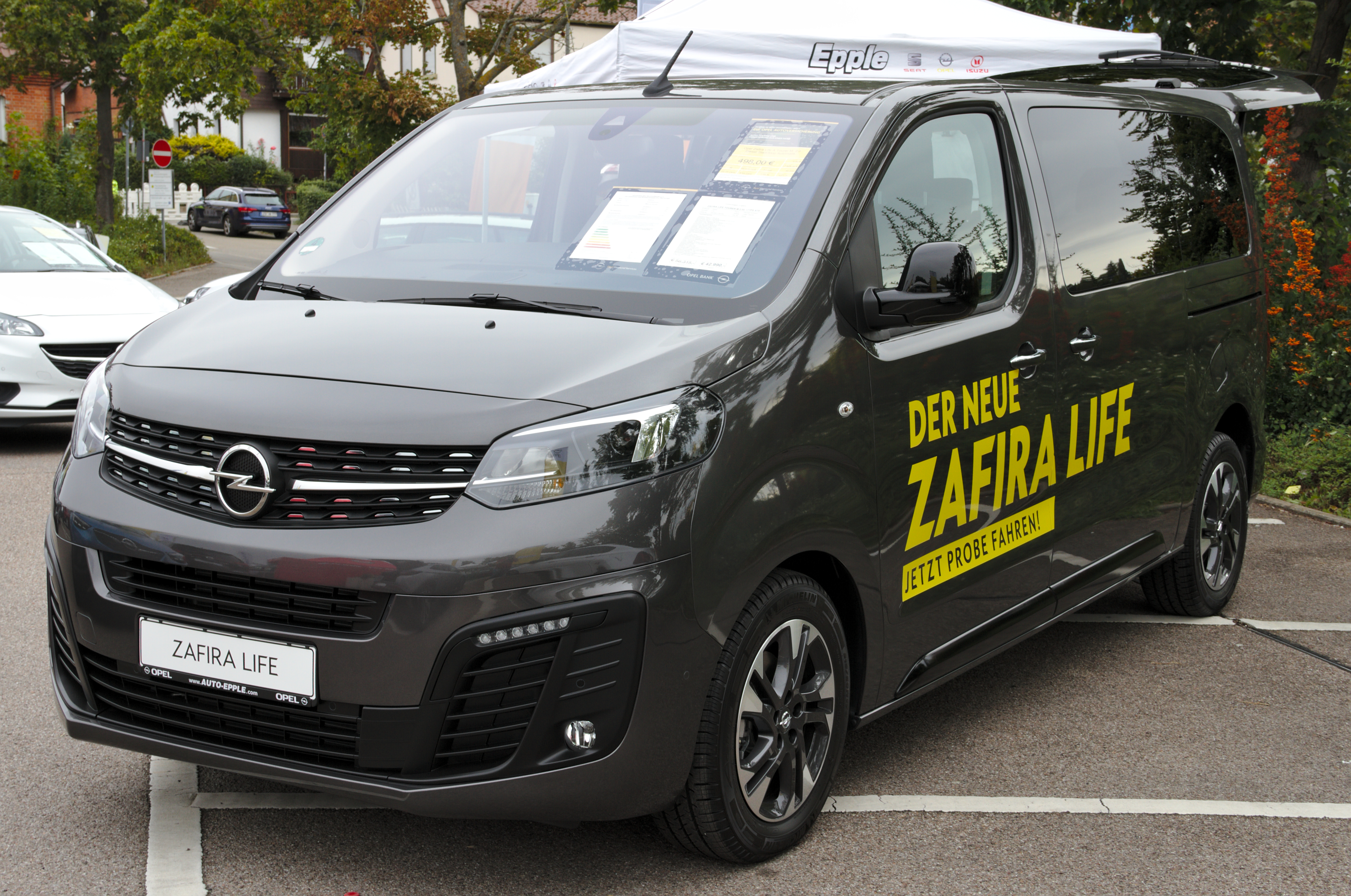
Opel Zafira Life phase 1
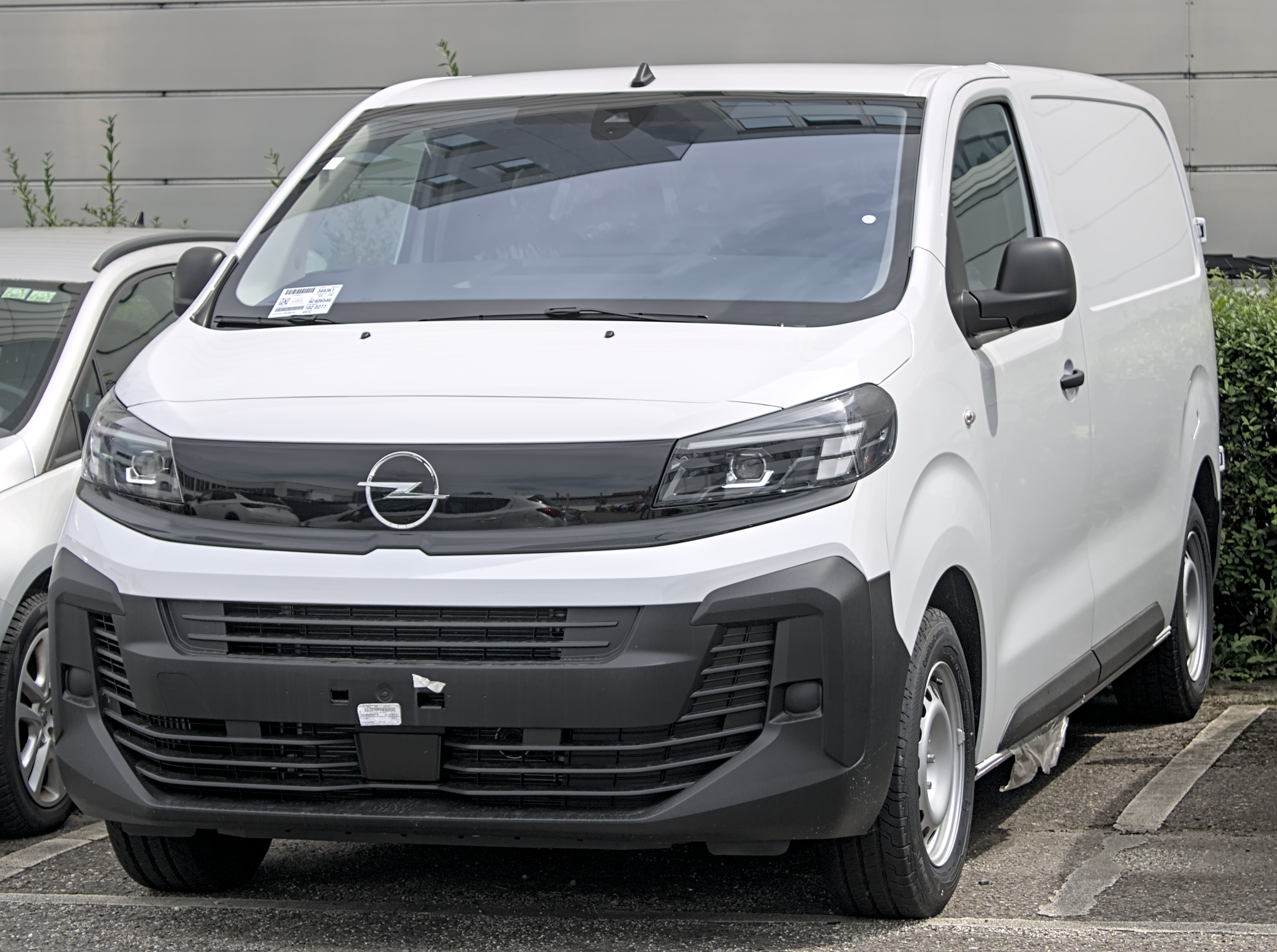
Opel Vivaro C phase 2
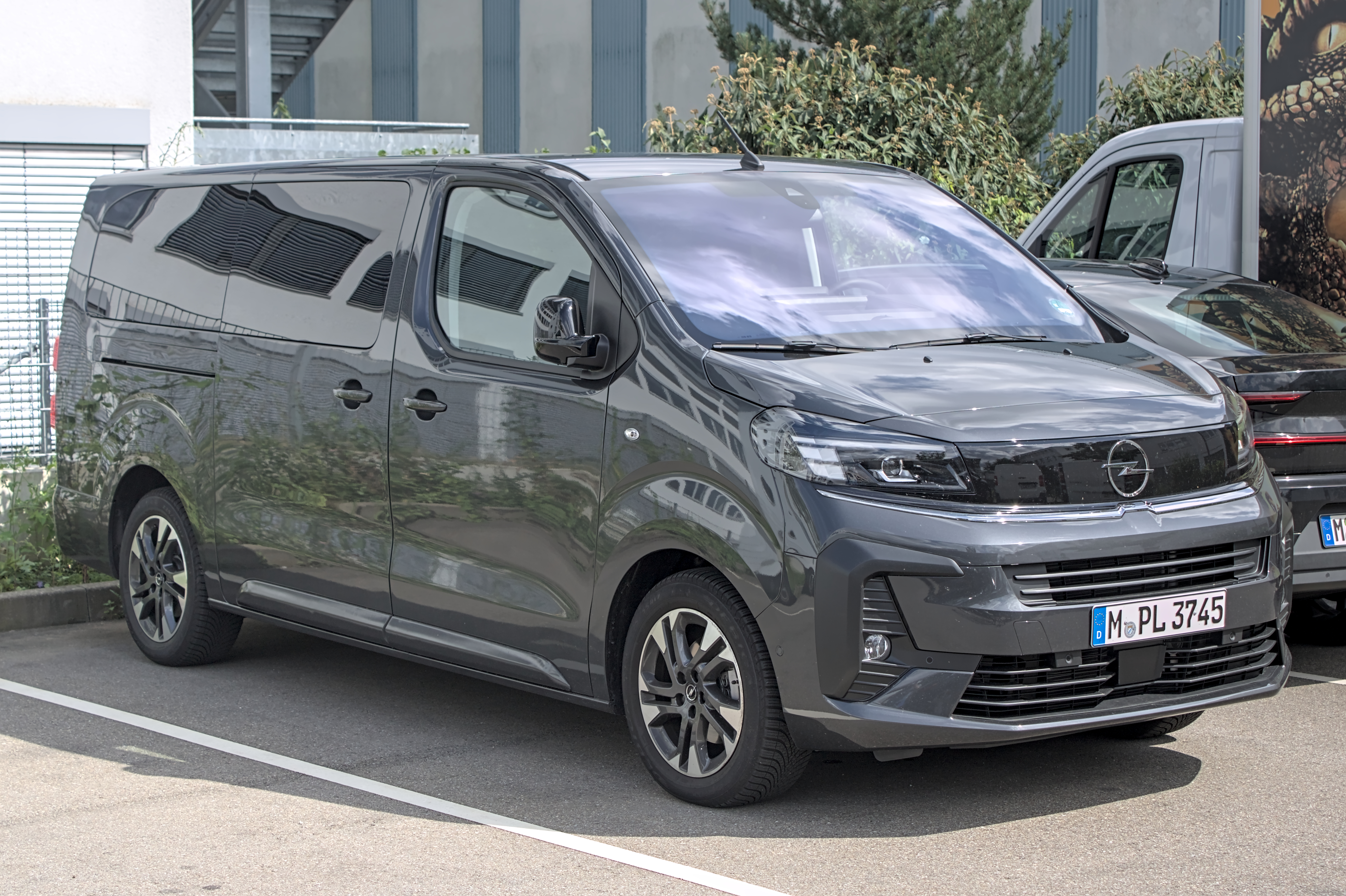
Opel Zafira Life phase 2

#### Zafira Life
Comme le Vivaro, l'Opel Zafira Life est commercialisé sous la marque Vauxhall en Grande-Bretagne où il prend le nom de Vivaro Life. 
Attention, le précédent Vivaro Life, aussi bien chez Vauxhall que chez Opel, était quant à lui une variante rebadgée du Renault Trafic SpaceClass Escapade.
- Lounge

#### Ulysse

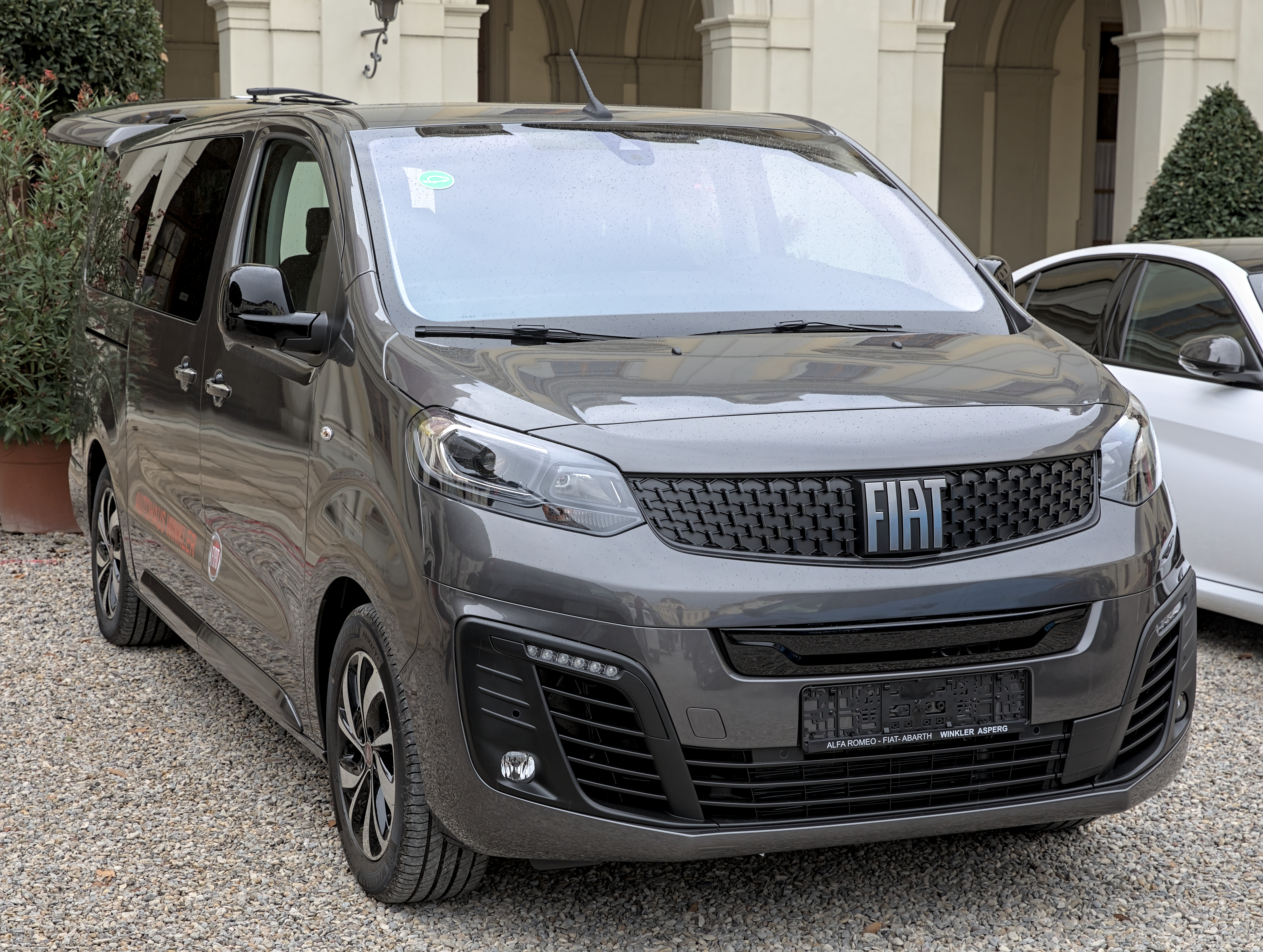
Fiat E-Ulysse phase 1

#### Scudo

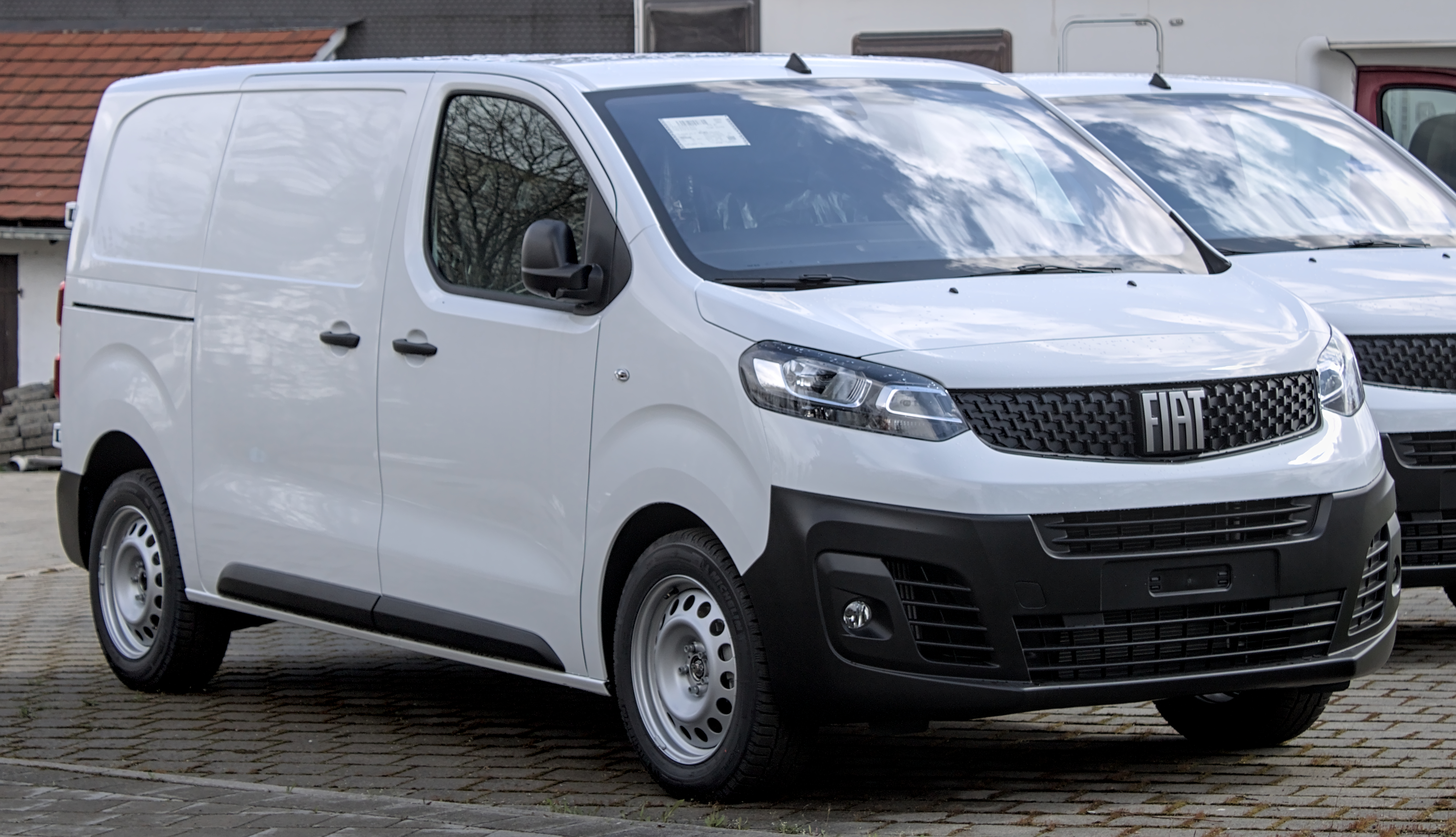
Fiat Scudo phase 1

## Concepts dérivés
À peine officialisés, les Citroën SpaceTourer et Peugeot Traveller profitent de versions spécifiques sous forme de show-cars.

### SpaceTourer Hyphen

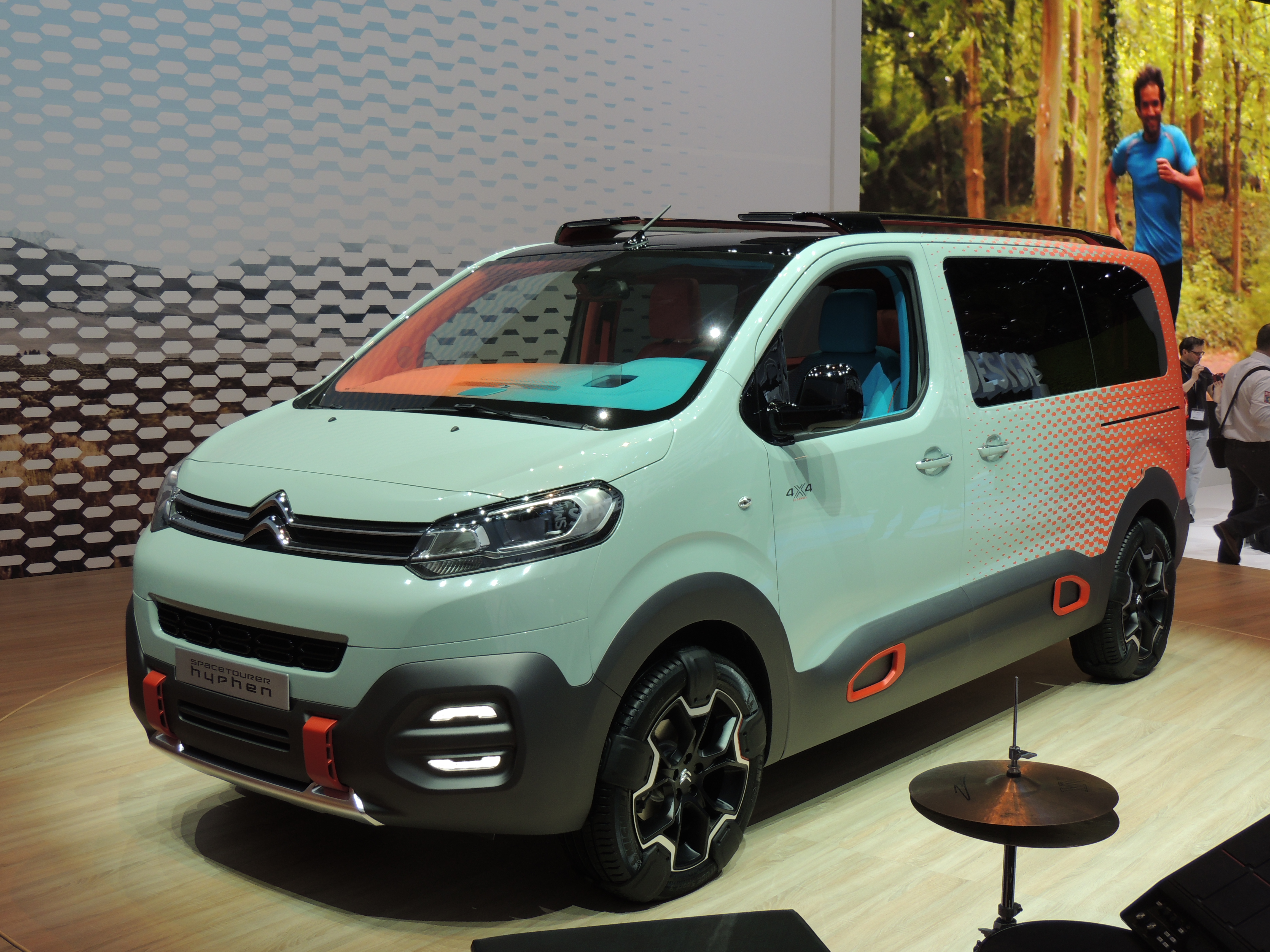
Citroën SpaceTourer Hyphen au salon de Genève 2016

Au Salon de Genève 2016, Citroën présente un concept de déclinaison 4x4 colorée du SpaceTourer avec une transmission intégrale Dangel. Ce show car s'appelle SpaceTourer Hyphen, du nom du groupe de pop rock Hyphen Hyphen, et préfigure une potentielle version tout-chemins 8 places du minivan, qui serait commercialisée par Dangel.

### Traveller i-Lab
Début février 2016, Peugeot présente de son côté le Traveller i-Lab. Sa principale particularité est la présence d'une tablette tactile et connectée de très grande taille (32’’), autour de laquelle sont disposés quatre sièges individuels en vis-à-vis.

### SpaceTourer 4x4 E Concept
Au Salon de Genève 2017, Citroën présente un concept de déclinaison 4x4 du SpaceTourer avec une peinture blanche et grise, des points rouges augmentant l'ensemble et des chaînes à neige sur les roues et doté d'une transmission intégrale. Il s'appelle SpaceTourer 4x4 E Concept.

### SpaceTourer Rip Curl Concept

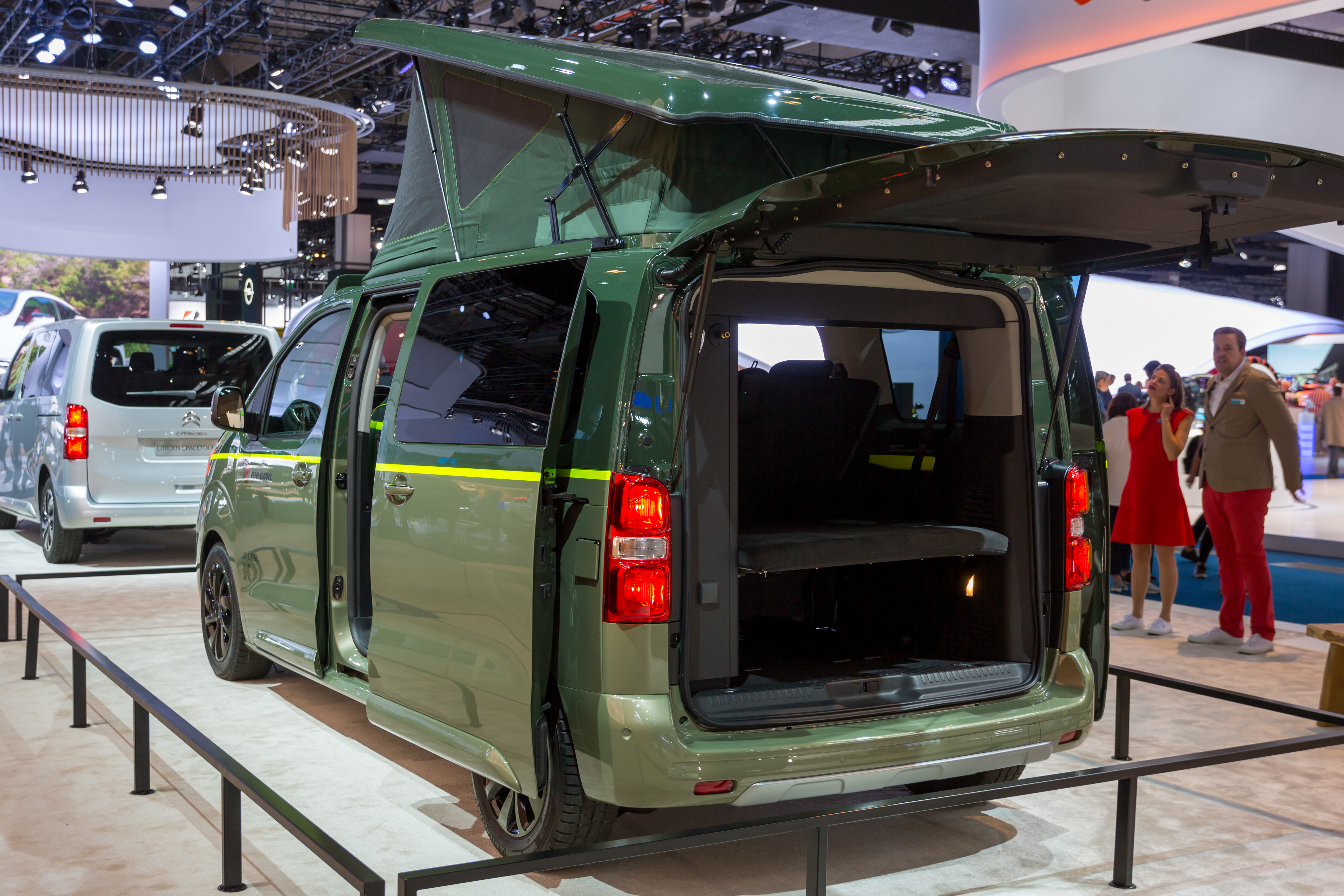
Citroën SpaceTourer Rip Curl Concept

Au Salon de Francfort 2017, Citroën présente en partenariat avec Rip Curl une déclinaison conceptuelle de camping-car du SpaceTourer. Elle est équipée d'une transmission intégrale Dangel, d'un toit relevable et d'un intérieur domestique préparé par Pössl.

### SpaceTourer The Citroënist Concept

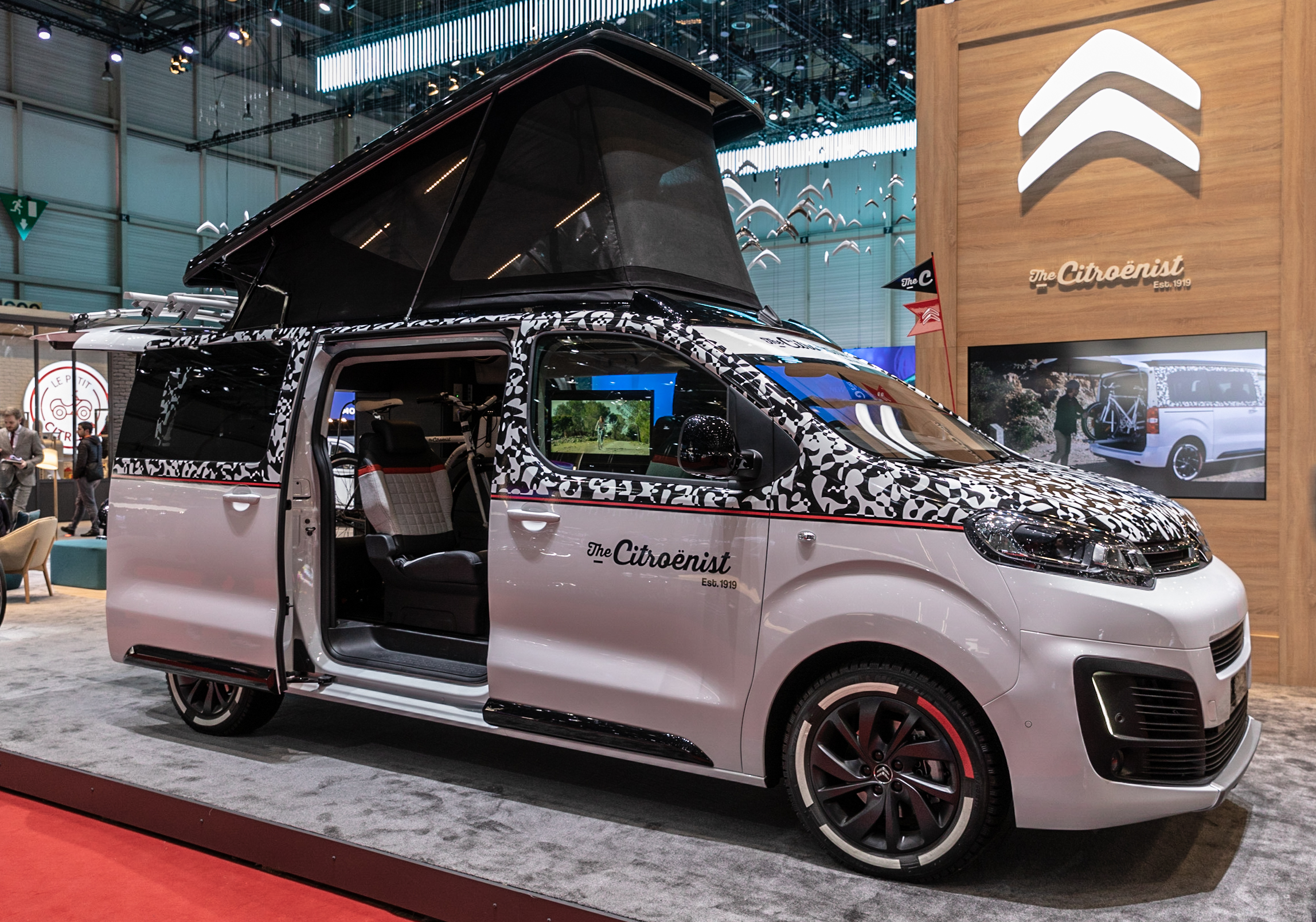
Citroën SpaceTourer The Citroënist Concept

Le SpaceTourer The Citroënist Concept est présenté au Salon international de l'automobile de Genève 2019, comportant des stickers « The Citroënist Est.1919 » sur les portes avant, pour fêter le centenaire du constructeur.
Il reprend une base de Citroën SpaceTourer aménagée par Pössl et est équipé d'une transmission intégrale du préparateur alsacien Dangel. Le véhicule est également présenté avec un vélo Martone (appelé The Citroënist by Martone), vendu par la marque aux chevrons dans sa boutique en ligne.

## Galerie de photographies

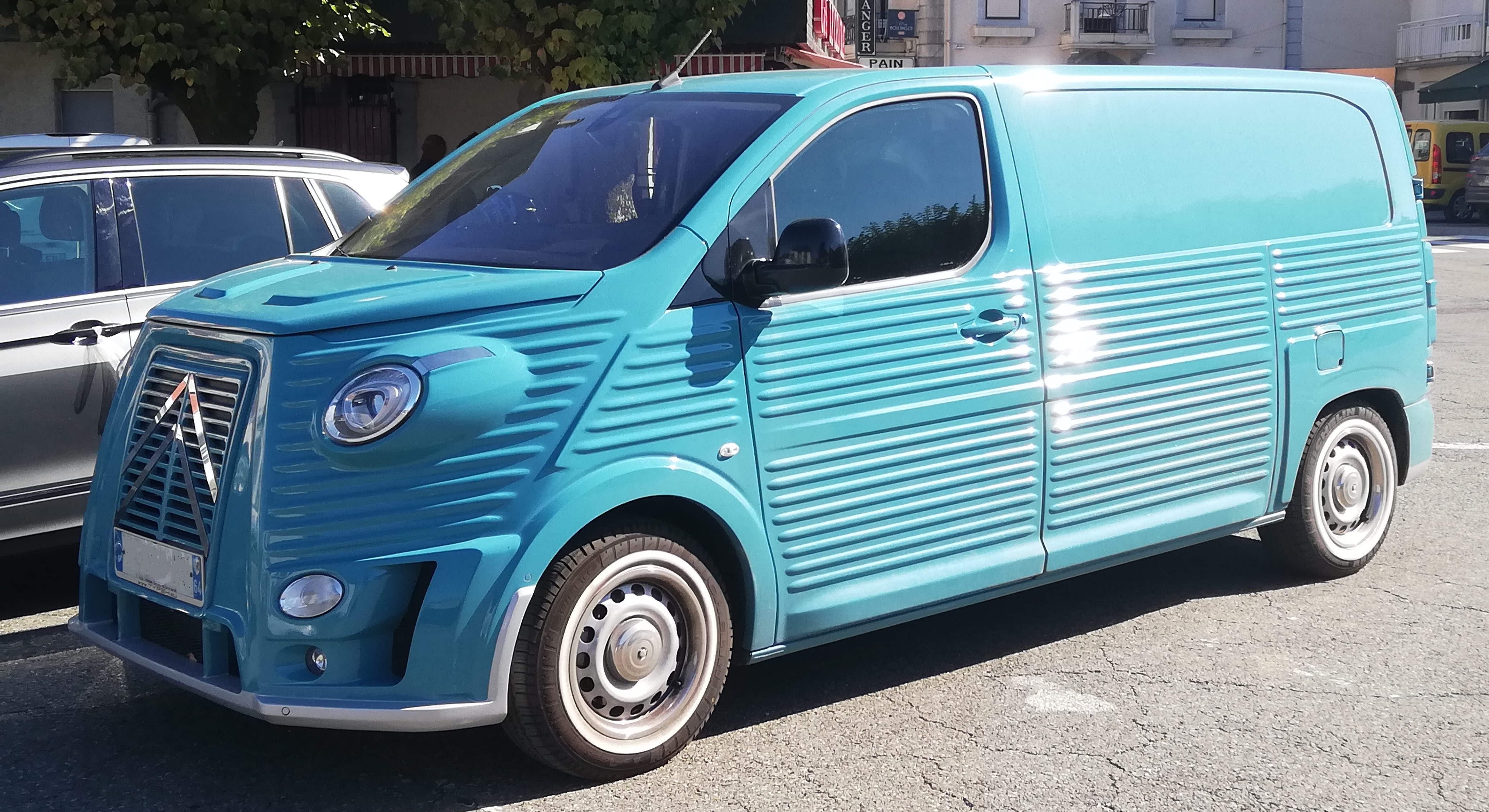
Citroën-Caselani Jumpy Type HG